# Alesa telephae
Alesa telephae is een vlindersoort uit de familie van de prachtvlinders (Riodinidae), onderfamilie Riodininae.
Alesa telephae werd in 1836 beschreven door Boisduval.